# Miconia papillosa
Espèce
Classification phylogénétique
Statut de conservation UICN

 LC  : Préoccupation mineure
Miconia papillosa, localement appelé colca, est une espèce de plantes à fleurs de la famille des Melastomataceae. C'est un arbuste endémique des forêts d'altitude des Andes équatoriennes, où il pousse à une altitude comprise entre 2500 et 4000m. Il a été localisé dans les réserves naturelles El Ángel et Podocarpus, ainsi que sur les pentes du volcan Cotacachi, où il est assez répandu dans les restes de forêt andine. Ses petites fleurs blanches à cinq pétales poussent en grappes, et les baies bleu sombre qui leur succèdent sont comestibles.